# Platja (astronomia)

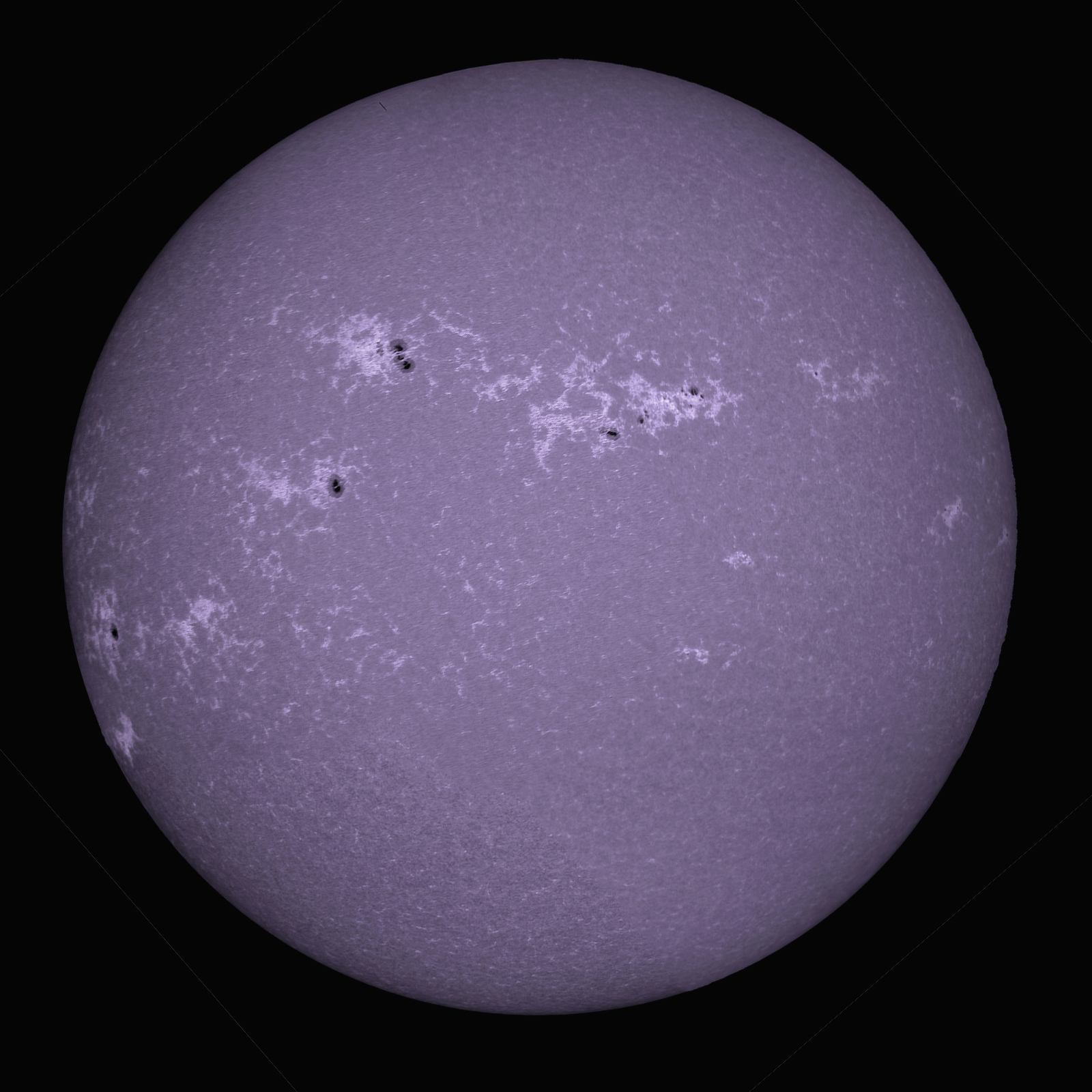
La platja sovint apareix com a taques brillants al voltant de les regions actives de la cromosfera. Les platges s'observen habitualment al voltant o al voltant de les taques solars, ja que tots dos són fenòmens associats a regions actives.

Una platja o (plage en anglès) és una regió brillant de la cromosfera solar; normalment, se solen trobar en regions de la cromosfera properes a les taques solars. Anteriorment, se les havia conegut amb el nom de flocculi.
Les regions de platja són molt semblants a les fàcules de la fotosfera, tot i que aquestes darreres són molt més petites i normalment només visibles en la llum monocromàtica de les línies espectrals. Les platges solars fàcilment visibles s'utilitzen per a monitorar les fàcules, ja que tenen una forta influència en la constant solar.
En aquest context, les xarxes actives consisteixen en lluentors semblants a les platges, que s'estenen des de les regions actives mentre el seu magnetisme sembla difondre's en el Sol tranquil, però constret a seguir les fronteres de la xarxa.
Tot i això, no està del tot clar que pugui haver-hi una relació entre les platges solars i les fàcules, ja que aquestes darreres es poden explicar amb el model fotosfèric del mur calent.